# Tratatul de la Sèvres
Tratatul de la Sèvres (10 august 1920) a fost un tratat de pace dintre Imperiul Otoman și Puterile Aliate semnat la sfârșitul Primului Război Mondial. Tratatul de la Versailles cu Germania a fost semnat mai înainte de semnarea celui cu Turcia și a anulat toate concesiunile și drepturile germane acordate de otomani. Franța, Regatul Unit și Italia au semnat de asemenea o „Înțelegere Tripartită” secretă la aceeași dată cu semnarea tratatului de pace. „Înțelegerea Tripartită” confirma concesiunile petroliere și comerciale britanice din Turcia și transfera fostele intreprinderi germane din Imperiul Otoman unei coroporații a semnatarilor sus-numitei înțelegeri. Negocierile de pace au durat peste 15 luni, fiind începute la Conferința de Pace de la Paris, au continuat la Conferința de la Londra și au ajuns la forma finală a documentului la Conferința de la San Remo (aprilie 1920). Încă din 1915 însă, Franța, Italia și Regatul Unit au purtat negocieri pentru împărțirea Imperiului Otoman. Marile puteri nu au ajuns la o înțelegere, dar au permis fără voia lor apariția unei puternice mișcări naționale turce. Tratatul de la Sèvres a fost anulat practic în cursul Războiului de Independență al Turciei, la sfârșitul căruia a fost semnat un nou tratat de pace – Tratatul de la Lausanne din 1923, mult mai favorabil Istanbulului.

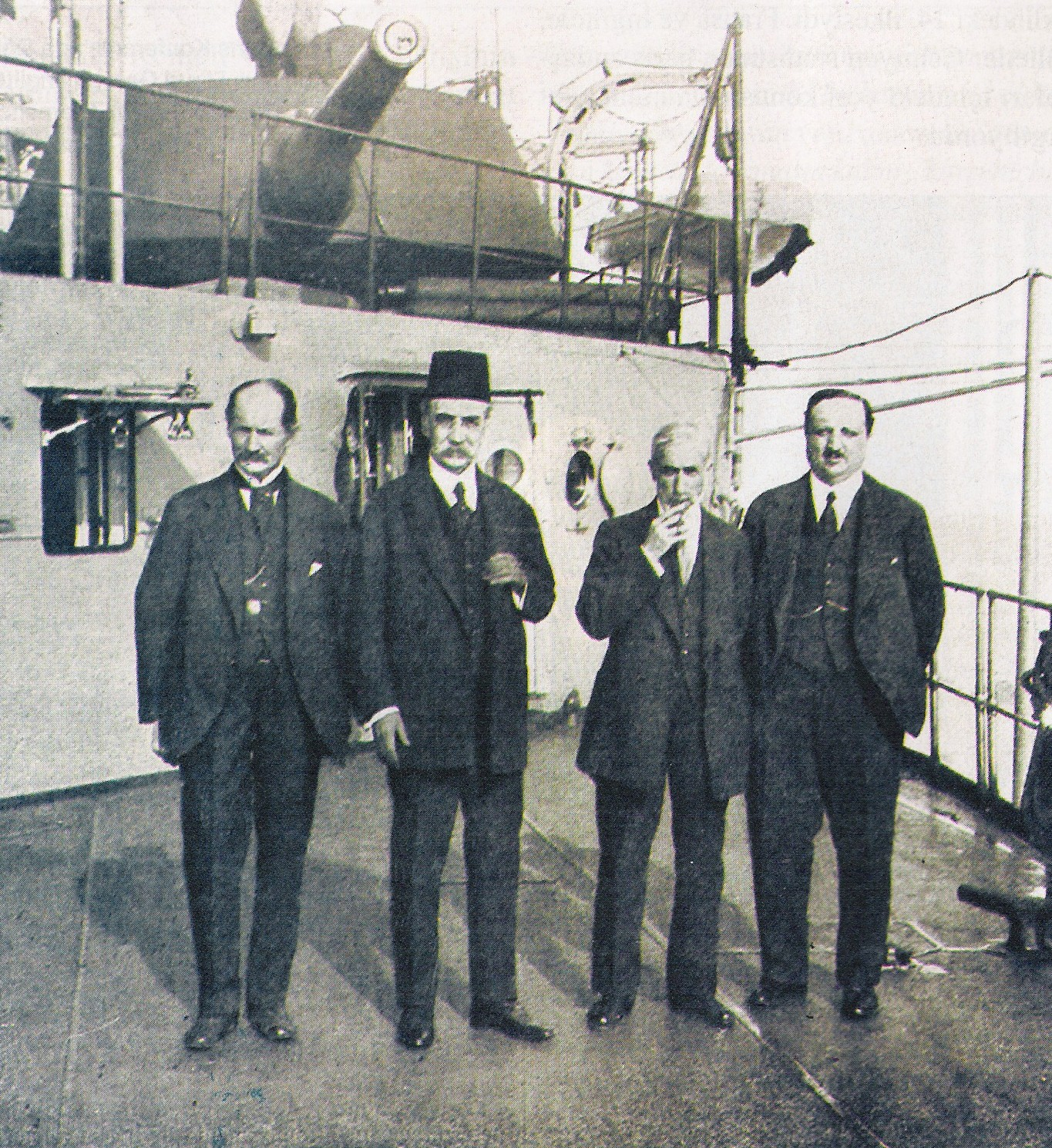
Delegați otomană (de la stânga la dreapta): Rıza Tevfik; marele vizir Damat Ferid Paşa; ambasadorul Hadi Paşa și ministrul educației, Reşid Halis

Delegații au semnat tratatul în sala de expoziție a fabricii de porțelan din Sèvres, Franța.
Tratatul a fost semnat de patru reprezentanți ai Imperiului Otoman, care aveau împuterniciri depline din partea sultanului Mehmed al VI-lea: Rıza Tevfik, marele vizir Damat Ferid Paşa, ambasadorul Hadi Paşa și ministrul educației Reşid Halis. Tratatul nu a fost trimis pentru ratificare Parlamentului otoman, care a fost dizolvat de trupele britanice pe 10 august 1920, în timpul ocupației Constantinopolului. Tratatul nu a fost niciodată ratificat de otomani.
La semnarea tratatului de pace nu au participat Statele Unite ale Americii și Rusia. Rusia a fost exclusă din cauza semnării Tratatului de la Brest-Litovsk din 1918. În cadrul Tratatului de la Sèvres, la insistențele marelui vizir Talaat Paşa, Imperiul Otoman a reprimit teritoriile pe care le pierduse în fața Imperiului Rus în timpul războiului din 1877–1878, (Ardahan, Kars și Batumi). Sir George Dixon Grahame a semnat pentru Regatul Unit al Marii Britanii și Irlandei, Alexandre Millerand pentru Franța și contele Lelio Bonin Longare pentru Italia.
Grecia, una dintre puterile aliate, nu a acceptat granițele așa cum au fost trasate de tratat și nu a ratificat niciodată înțelegerea. Din partea Republicii Democrate Armeene a semnat Avetis Aharonian, același care semnase și primul tratat al noului stat armean, Tratatul de la Batumi din 4 iunie 1918.

## Obiectivele învingătorilor
Liderii Franței, Regatului Unit și SUA aveau poziții diferite cu privire la soarta Imperiului Otoman, relevate în timpul Conferinței de pace de la Paris din 1919. Poziția comună era aceea conform căreia „bolnavul Europei”, Imperiul Otoman, era pe moarte. Opinia publică a fost surprinsă atunci când Aliații au declarat că erau de acord cu păstrarea conducerii de la Constantinopole, orașul fiind în continuare desemnat drept capitală a imperiului, sub rezervele condițiilor din tratat. Tratatul stabilea expulzarea Imperiului Otoman din Europa. De asemenea, tratatul servea intereselor politice britanice. Se părea că Londra reușise să alunge „bolnavul Europei” în „patul de boală” din Asia Mică.
SUA, al căror Senat respinsese propunerile cu privire la trasarea granițelor Armeniei, a decis să nu participe în niciun fel la împărțirea Imperiului Otoman SUA dorea ca semnarea tratatului de pace să se facă cât mai rapid posibil, urmată de plata unor compensații financiare pentru cheltuielile militare pe care le făcuse pe fronturile primei conflagrații mondiale. După ce Senatul a respins planul președintelului Woodrow Wilson cu privire la Armenia, SUA nu a mai putut decât să ceară ajutorul influentului premier elen, Eleftherios Venizelos, pentru reincluderea SUA în tratat.

## Prevederile tratatului
Tratatul nu făcea decât să dea o formă oficială înțelegerilor secrete ale puterilor aliate cu privire la împărțirea Imperiului Otoman. 

### Regatul Hedjaz
Regatul Hedjaz a fost recunoscut internațional. Acest regat avea o suprafață de aproximativ 260.000 km2 și o populație de aproximativ 750.000 de locuitori. Cele mai importante orașe erau Locurile Sfinte musulmane -  Mecca (80.000 de locuitori) și Medina (40.000 de locuitori). Regatul își obținuse de facto independență din cadrul Imperiului Otoman (unde forma vilayetul Hajaz) cu sprijinul britanic.

### Armenia
Republica Democrată Armeană a fost recunoscută internațional prin semnarea părților contractante. Aceasta a fost prima recunoaștere internațională. Armenia și-a asumat responsabilitățile financiare care decurgeau din transferul teritorial.

### Imperiul Otoman

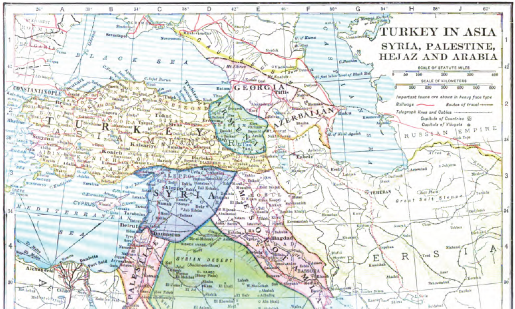
Imperiul Otoman după Tratatul de la Sèvres.

Aliații și-au rezervat dreptul să controleze finanțele otomane. Controlul financiar presupunea aprobarea și supervizarea bugetului național, legilor și regulamentelor fiscale cât și controlul total asupra Băncii Naționale. „Administrația Datoriei Publice Otomane” și „Datoria Publică Otomană” au fost reorganizate, fiind încadrate doar cu funcționari britanici, francezi și italieni. Capitulațiile Imperiului Otoman au fost restaurate la situația de dinainte de anul 1914. Capitulațiile au fost abolite în primul an de război de către Talaat Pașa. Controlul Aliaților s-a extins și asupra exporturilor și importurilor, a reorgazinării sistemului electoral și a sistemului reprezentării proporționale ale raselor din imperiu. Imperiul Otoman a fost obligat să asigure libertatea tranzitului persoanelor, bunurilor, vapoarelor pe teritoriul lui, bunurile aflate în tranzit urmând să fie libere de orice taxe vamale. 
Orice modificare a sistemului de impozite, taxe vamele, contractarea de împrumuturi externe sau acordarea de concesiuni nu puteau fi făcute fără aprobarea unei comisii financiare a puterilor aliate. Pentru prevenirea penetrării companiilor germne, austriece, maghiare și bulgare, tratatul obliga Turcia să lichideze proprietățile cetățenilor țărilor de mai sus. Sumele obținute din lichidări urmau să fie direcționate spre Comisia de Reparații. Drepturile de proprietate asupra căii ferate Bagdad-Berlin au revenit puterilor aliate. 

#### Restricții militare
Efectivele armatei otomane au trebuit să fie reduse la 50.000 de oameni. Flota otomană a putut păstra doar șapte goelete și șase vase torpiloare. Otomanilor li s-au interzis să dețină aparate de zbor militare. 
Tratatul a prevăzut formarea unei Comisii interaliate de control pentru organizarea și supravegherea executării clauzelor militare.

#### Procesele internaționale
Tratatul a stipulat căutarea, judecarea și pedepsirea celor responsabili pentru „metodele barbare și ilegale de purtare a războiului... [inclusiv] încălcările legilor și obiceiurilor războiului și principiilor umanității”. Articolul 230 al Tratatului de la Sèvres  prevedea ca Imperiul Otoman „să remită Puterilor Aliate persoanele a căror predare poate fi cerută de cei din urmă pentru responsabilitatea pentru masacrele comise în timpul permanentizarea stării de război pe teritoriul care a format o parte a Imperiului Otoman pe 1 august 1914”. Până în cele din urmă, Tribunalul Inter-Aliat, a cărui organizare a fost cerută de Tratatul de la Sèvres, a fost suspendată în cele din urmă. 

### Zona de influență franceză
Franța a primit controlul asupra Siriei și a regiunii învecinate din sud-estul Anatoliei, inclusiv Antep, Urfa și Mardin. Cilicia, inclusiv Adana, Diyarbakır și o regiunea întinsă din Anatolia central-răsăriteană până în apropiere de Sivas și Tokat au fost declarate zonă de influență franceză. 

### Grecia – regiunea Smyrna

Extinderea teritorială a Greciei din 1832 până în 1947. Pe hartă se văd teritoriile primite de Grecia prin Tratatul de la Sèvres, pierdute însă în 1923.

Ocupația Izmirului a fost evenimentul de început al administrației elene în regiune, începută pe 21 mai 1919. Acestui eveniment i-a urmat proclamarea protectoratului pe 30 iulie 1922. Tratatul stabilea transferul „exercițiuui drepturilor ei suverane unui parlament local”, dar lăsa regiunea parte componentă a Imperiului Otoman. Tratatul de pace stabilea că Smyrna trebuia să fie administrată de un parlament local. Dacă locuitorii orașului ar fi cerut în următorii cinci ani ca teritoriul locuit de ei să fie alipit la Grecia, Liga Națiunilor trebuia să organizeze un plebiscit pentru rezolvarea cererii. 
Deși enclava Smyrna urma să trecă sub administrație elenă, sultanul rămânea nominal suveranul regiunii.

### Zona de influență italiană
Italia a devenit în mod oficial stăpână peste insulele Dodecaneze. Acest grup de insule erau ocupate de facto de italieni încă din timpul războiului italo-turc din 1911 – 1912. La sfârșitul acestui război, Italia se obligase să retrocedeze insulele Imperiului Otoman, dar ele rămăseseră sub controlul italian. O regiune întinsă din Anatolia sudică și central-apuseană (de-a lungul litoralului mediteranean), inclusiv portul Antalya și orașul istoric Konya, au fost declarate zonă de influență italiană.

### Kurdistan

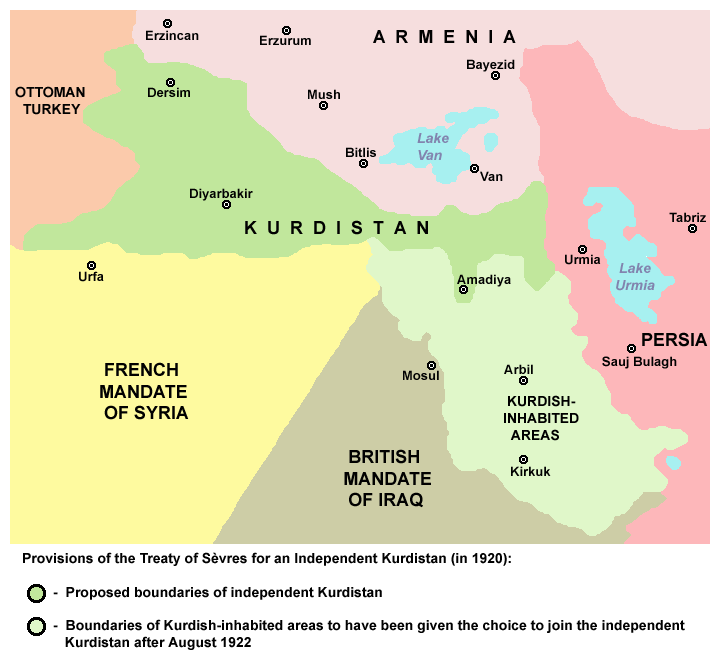

În reginea Kurdistan urma să se organizeze, în conformitate cu Secțiunea a III-a, articolele 62-64,  un referendum prin care locuitorii urmau să-și decidă soarta. Kurzii nu au căzut de acord asupra frontierelor viitorului lor stat, datorită diferențelor dintre zonele unde se găseau așezările lor și granițele administrative și politice ale regiunii. Primele schițe ale granițelor Kurdistanului au fost propuse în 1919 de Șerif Pașa, reprezentantul „Societății pentru Înălțarea Kurdistanului” (Kürdistan Teali Cemiyeti), la Conferința de pace de la Paris. Șerif definea astfel granițele regiunii: 
„Frontierele Kurdiastanului turcesc, din punct de vedere etnografic, se află la nord de Ziven, pe frontiera caucaziană și continuă spre vest spre Erzurum, Erzincan, Kemah, Arapgir, Besni și Divick; în sud, ele urmează linia de la Harran, dealurile Sinjihar, Tel Asfar, Erbil, Süleymaniye, Akk-el-man, Sinne; în est, Ravandiz, Bașkale, Vezirkale, adică frontiera cu Persia până la Muntele Ararat.” Această prezentare a creat controverse în rândul naționaliștilor kurzi, dat fiind că în felul acesta era exclusă provincia Van (probabil Șerif dorea să nu intre în conflict cu armenii, care aveau pretenții asupra regiunii). Emin Ali Bedirhan a propus o hartă alternativă, care includea și regiunea Van și asigura Kurdistanului ieșirea la mare prin ceea ce este în zilele noastre Provincia Hatay . Între armeni și kurzi a intervenit o înțelegere prin care primii primeau Erzurum și Sasun, iar cei din urmă Ağrı și Muș.
Niciuna dintre aceste propuneri nu a fost inclusă în Tratatul de la Sèvres, care prevedea înființarea unui Kurdistan mult mai puțin întins, aflat doar pe teritoriul Turciei de azi. Nu erau cuprinse în Kurdistan regiunile locuite de kurzi în Iran, în Irak (aflat sub control britanic) și în Siria (aflată sub controlul francez). Chiar și aceste prevederi nu au fost niciodată puse în practică, de vreme ce Tratatul de la Sèvres a fost înlocuit câțiva ani mai târziu de Tratatul de la Lausanne. Frontiera irako-turcă așa cum este azi, a fost stabilită în iulie 1926.
Articolul 63 al tratatului prevedea garanții speciale minorității asiriano-chaldeană. Aceste prevederi nu au fost niciodată puse în practică, fiind eliminate prin Tratatul de la Lausanne.

## Pierderi teritoriale
| Data                                  | Stat                      | Stat                         | Stat                      | Stat                      | Stat                      | Stat                      | Stat                      | Stat                      |
| ------------------------------------- | ------------------------- | ---------------------------- | ------------------------- | ------------------------- | ------------------------- | ------------------------- | ------------------------- | ------------------------- |
| 1914 Suprafață (km2)                  | Imperiul Otoman 1.589.538 | Imperiul Otoman 1.589.538    | Imperiul Otoman 1.589.538 | Imperiul Otoman 1.589.538 | Imperiul Otoman 1.589.538 | Imperiul Otoman 1.589.538 | Imperiul Otoman 1.589.538 | Imperiul Otoman 1.589.538 |
| Tratatul de la Sèvres Suprafață (km2) | Imperiul Otoman 452.988   | Armenia „Wilsoniană” 155.399 | Siria 310.798             | Palestina 41.439          | Mesopotamia 370.368       | Hejaz 258.998             | Asir 90.649               | Yemen 194.249             |

### Regiunea Strâmtorilor
Regiunea Strâmtorilor urma să acopere Bosforul și Dardanelele. Unul dintre cele mai importante puncte ale tratatului a fost prevederea conform căreia navigația prin Dardanele urma să fie liberă în timp de pace și război pentru toate vasele comerciale și militare, indiferent de pavilionul sub care navigau, ceea ce făcea ca navigația prin strâmtori să fie pusă sub regimul navigației în ape internaționale. Aceste ape nu puteau fi supuse blocadei și aici nu putea fi comis niciun act de război, cu excepția celor decise de Liga Națiunilor. 
Prevederile tratatului cuprindeau nu doar strâmtorile Bosfor și Dardanele, dar și regiunea litorală a Mării Marmara.

### Zonele libere
Unele regiuni urmau să fie declarate de interes internațional. Liga Națiunilor urma să decidă în privința acestor regiuni. Aceste regiuni au fost numite „regiuni libere”. S-a hotărât ca aceste regiuni să fie zonele porturilor Constantinopol, Haidar-Pașa, Smyrna, Alexandretta, Haifa, Basra, Trabzon și Batumi.

### Tracia
Tracia până la Çatalca, insulele  Imbros și Tenedo și insulele Mării Marmara treceau sub controlul Greciei. Apele teritoriale ale acestor insule au fost declarate ape internaționale și administrarea lor a fost lăsată în seama „Regiunii Strâmtorilor”. 

### Armenia

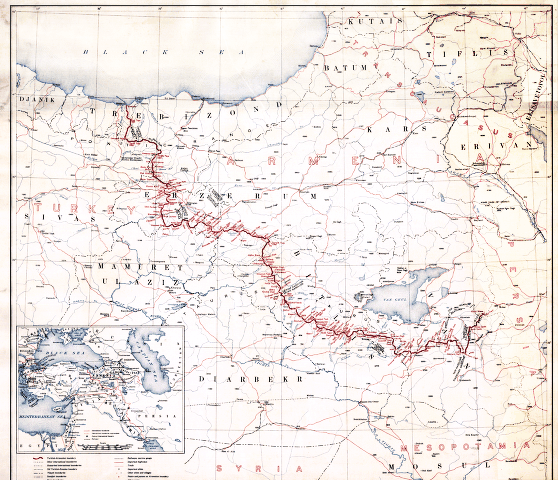
„Armenia Wilsoniană” cedată Republicii Democrate Armene

Armenia a primit un teritoriu important, în conformitate cu frontierele fixate de președintele SUA, Woodrow Wilson. Această zonă avea să fie cunoscută cu numele de „Armenia Wilsoniană" și  includea provinci care nu mai aveau după război o populație armeană importantă, așa cum era cazul orașului-port Trabzon.

### Irakul sub mandat britanic
Detaliile prevederilor tratatului cu privire la Mandatul britanic al Mesopotamiei au fost stabilite pe 25 aprilie 1920 la Conferința de la San Remo. 
Concesiunile pentru exploatarea petrolului au fost date unui consorțiu controlat de britanici, Turkish Petroleum Company (TPC), care deținuse drepturile de concesiune în provincia Mosul. În timpul negocierilor de pace, delegații britanici și iarkieni au ținut discursuri caustice pe teme noilor concesiuni petroliere. În cele din urmă, irakienii s-au temut că vor pierde definitiv controlul asupra expoatărilor și au acceptat cooperarea cu britanicii. În martie 1925, Turkish Petroleum Company și schimbat numele în „Iraq Petroleum Company” și a primit drepturile de concesiune pentru următorii 75 de ani. 

### Palestina sub mandat britanic
Cele trei principii ale Declarației Balfour cu privire la Palestina au fost adoptate în cadrul Tratatului de la Sèvres. Prin Articolul 95 se stabilea că administrația Palestinei, ale cărei granițe urmau să fie hotărâte de principalele puteri aliate, urma să fie încredințată unui mandatar ales de sus-numitele puteri. 
Puterea mandatară urma să fie responsabilă pentru punerea în practică a declarației din 2 noiembrie 1917 a guvernului britanic și adoptată mai apoi de puterile aliate cu privire la înființarea în Palestina a unui cămin național pentru evrei, fără prejudicierea drepturilor religioase și civile ale comunităților neevreiști care locuiau regiunea sau cu diminuarea drepturilor și statutului politic de care se bucurau evreii în alte state. 
Palestina a trecut în mod oficial sub mandatul britanic. 

### Libanul sub mandat francez
Mandatul francez pentru Liban a fost stabilit la Conferința de la San Remo. Mandatul privea regiunea dintre Eufrat și Deșertul Sirian la est, Marea Mediterană la vest, Munții Alma Dagh la nord și frontiera egipteană la sud. Aria acestui teritoriu era de aproximativ 160.000 km2 și o populație de aproximativ 3.000.000 de locuitori. Mandatul francez pentru Liban a fost lărgit mai apoi de Liga Națiunilor cu Mandatul francez pentru Siria. Regiunea a fost împărțită de francezi în patru guvernorate: Aleppo, Marele Liban, Damasc și Muntele Arisarieh.

### Siria sub mandat francez
Faisal ibn Husayn, care a fost proclamat rege de un congres național sirian în Damasc în martie 1920, a fost alungat de francezi în iulie. Siria a trecut sub mandatul francez, în conformitate cu mandatul dat de Liga Națiunilor. 

## Reacții față de tratat
Chiar în perioada în care tratatul de la Sevres, Mișcarea națională turcă condusă de Mustafa Kemal Pașa, s-a depărtat de monarhia care își concentrase sprijinitorii și puterea politică în Constantinopole,   a pus bazele unei Mari Adunări Naționale în Ankara. Mustafa Kemal Pașa a condus până la victorie lupta pentru independența Turciei și a forțat puterile învingătoare în Primul Război Mondial să se reîntoarcă la masa negocierilor. Arabii nu au dorit să accepte de bunăvoie dominația franceză în Siria. Turcii din regiunea Mosul au atacat trupele și funcționarii britanici. Arabii s-au implicat în lupte și împotriva britanicilor din Irak. Au existat mișcări antibritanice și în Egipt. 

## Tratatele ulterioare
În timpul războiului pentru independența Turciei, turcii au ieșit învingători în războiul cu grecii, armenii și cu francezii, reușind să-și asigure controlul asupra teritoriului care formează în zilele noastre 
Mișcarea națională turcă și-a dezvoltat propriile relații internaționale cu Uniunea Sovietică prin semnarea Tratatului de la Moscova din 16 martie 1921, cu Franța prin semnarea Acordul de la Ankara și tratatele de la Alexandropol și Kars cu RD Armeană, respectiv RSS Armeană, RSS Azerbaidjan și RSS Georgiană, prin care se rezolva problema graniei de nord-est. 
Aceste evenimente au silit foștii Aliați din primul război mondial să revină la masa negocierilor și să semneze în 1923 Tratatul de la Lausanne, care a pus căpăt în mod oficial prevederilor Tratatului de la Sèvres și a permis Turciei să recupereze o bună parte a Anatoliei și Traciei răsăritene.

## Urmări
Deși tratatul de la Sevres a fost înlocuit de seria de tratate enumerate mai înainte, armenii au continuat să discute despre el. Armenia contemporană nu are revendicări teritoriale oficiale față de Turcia, dar numeroși armeni consideră că tratatul de la Sevres este încă în vigoare și ar trebui impusă respectarea prevederilor lui. 
La rândul lor, turcii au avut sentimentul că armenii vor înainta în mod oficial pretenții teritoriale asupra teritoriilor turce atribuite Armeniei prin tratatul de la Sevres. Reconcilierea turco-armeană este puternic complicată de astfel de atitudini. 
În timpul unei vizite la Washington, DC din aprilie 2010, în timpul căreia trebuiau discutate relațiile turco – armene,  președintele Armeniei Serzh Sargsyan a depus o coroană de flori la mormântul lui Woodrow Wilson, onorând poziția acestuia de avocat al statului armean.